# 쉔무 III
《쉔무 III》(Shenmue III, シェンムー3)는 마이크로소프트 윈도우와 플레이스테이션 4용으로 Ys Net이 개발하고 딥 실버가 배급한 2019년 어드벤처 게임이다. 《쉔무》 시리즈 세번째 작품으로, 2001년에 발매된 전작 《쉔무 II》 이후 18년만에 발매된 후속작이다. 이전 시리즈 게임들처럼 진행형 격투 배틀과 퀵 타임 이벤트이 배치된 오픈 월드 게임플레이가 특징이다. 밤낮 시스템, 변화하는 날씨 효과, 일일 스케줄이 있는 논플레이어 캐릭터, 다양한 미니게임을 갖추고 있다.
이야기는 전작의 결말에서부터 바로 이어지며, 1980년대 중국 구이린시 산맥이 주무대이다. 10대 무술가 하즈키 료가 자신의 아버지를 살해한 란디를 추적하다가 구이린에서 링 쉔화를 만난 후, 그녀의 실종된 아버지를 찾기 위한 단서를 찾던 중 사건에 휘말리고 료 자신의 아버지에 대한 과거도 자츰 알게 된다.
여러 추측의 해를 보낸 뒤 E3 2015 기간 중 스즈키 감독은 쉔무 3의 크라우드펀딩을 위해 킥스타터 캠페인을 시작하였고 세가는 쉔무를 스즈키의 기업 Ys Net에 라이선스하게 되었다. 7시간도 안 되어 200만 달러까지 빠르게 상승하였으며 다음달 600만 달러를 넘어서며 종료되면서 크라우드펀딩 사상 가장 많이 펀딩을 받은 게임이자 킥스타터 역사상 6번째로 가장 많은 펀딩을 받은 캠페인이 되었다. 소니와 딥 실버로부터의 추가 펀딩과 다른 플랫폼들에서의 크라우드펀딩 또한 이루어졌다. 개발팀은 이전 게임들의 개발팀에 비해 규모가 훨씬 더 작았으나 오리지널 쉔무팀의 주요 직원이 귀환하였다. 이 게임은 언리얼 엔진을 사용하여 개발되었다.
《쉔무 III》는 2019년 11월 19일 출시되었는데, 전작에서 그다지 발전되지 못한 빈약한 게임플레이가 지적을 받고 복합적인 평가를 받었다. 일부 비평가들은 구시대적이라고 이야기했으며 다른 이들은 프랜차이즈에 대한 충실함을 좋게 평했다. 리테일 판매는 저조했다.

## 게임플레이
이전 《쉔무》 게임들처럼 플레이어는 10대 무술가 하즈키 료를 통제하며 그의 아버지 살인자를 찾아나선다.
전작과 달리 스테미나 시스템을 도입하였고 료의 체력(HP)는 플레이어가 탐험을 계속할수록 점진적으로 줄어들어간다. HP가 너무 낮은 상태로 떨어지면 탐험 도중 달리기를 하는 능력을 소실한다. 료는 수면과 섭취를 통해 HP를 회복할 수 있다.

## 평가
《쉔무 III》는 리뷰 애그리게이터 메타크리틱에 따르면 복합적인 평가를 받았다.